# Eléni Andrióla
Pour les articles homonymes, voir Andriola.
Eléni Andrióla (grec moderne : Ελένη Ανδριόλα), souvent appelée Elína Andrióla (Ελίνα Ανδριόλα), est une gymnaste grecque, née à Athènes le 9 novembre 1986. 

## Biographie
Andrióla début la gymnastique rythmique en 1994 et entre dans l'équipe nationale grecque en 1998. Elle participe pour la première fois à une compétition mondiale aux Championnats du monde de gymnastique rythmique 2001 à Madrid en 2001. Elle domine la sélection nationale en 2003 et 2004. Elle pointe à la dixième place au concours général individuel aux Championnats du monde de gymnastique rythmique 2001. Aux jeux olympiques d'Athènes en 2004, elle se qualifie pour la finale, arrivée 6e en demi-finale avec un score de 99.600, avant de terminer à la 9e place en finale avec un score de 97.600. Aux jeux olympiques de Pékin en 2008, elle termine 21e avec 59.700 points.

## Sources
- (en) Cet article est partiellement ou en totalité issu de l’article de Wikipédia en anglais intitulé « Eleni Andriola » (voir la liste des auteurs).